# June Haverová
Beverly June Stovenour (10. června 1926 Rock Island – 4. července 2005 Los Angeles), byla americká herečka, zpěvačka a tanečnice.

## Život

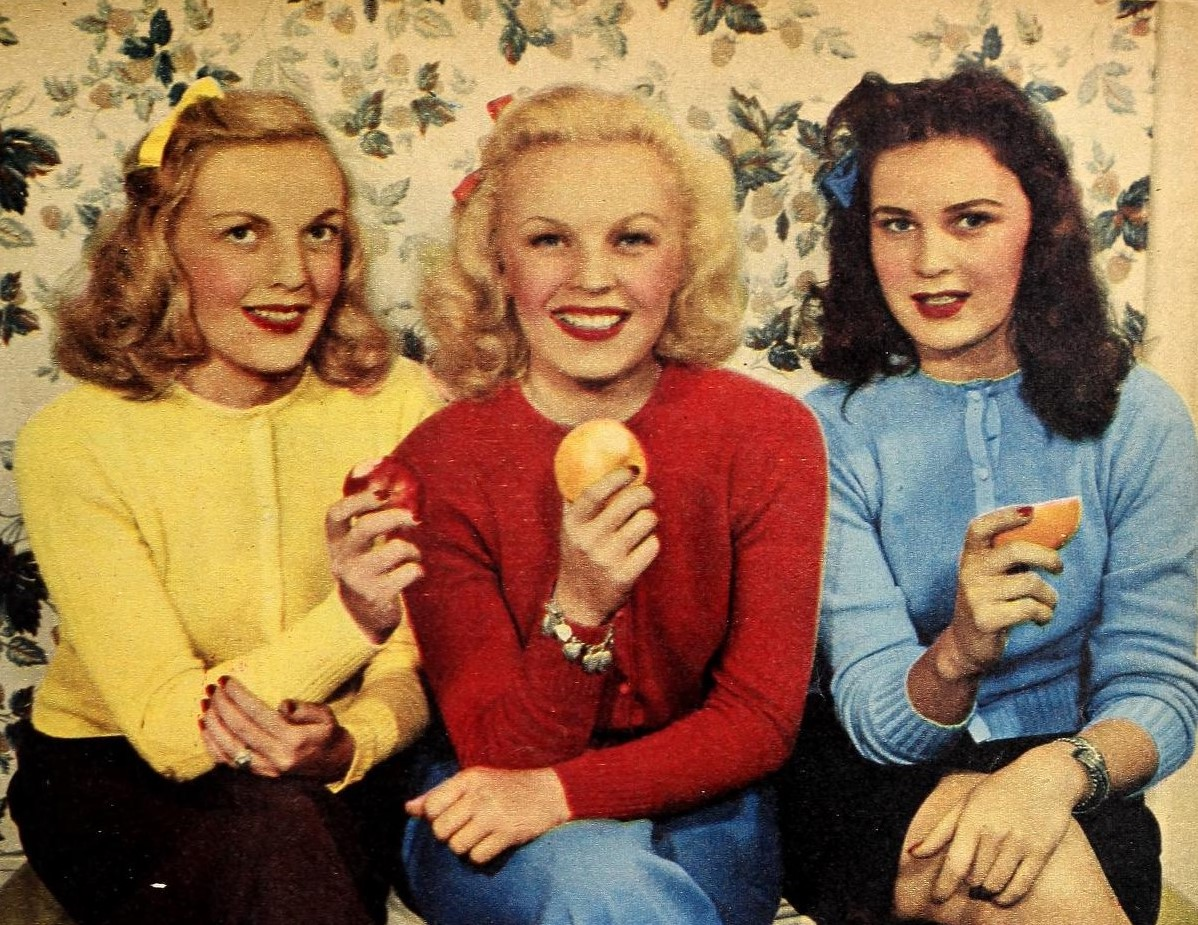
June Haverová (uprostřed) se svými sestrami (1946)

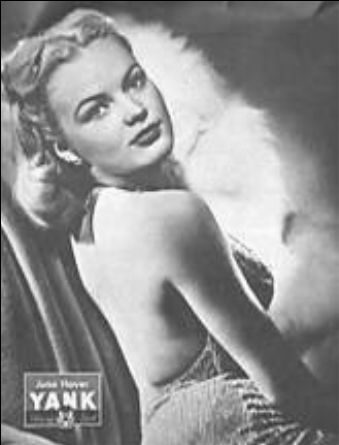
June Haverová na obálce časopisu Yank (1945)

Narodila se 10. června 1926 ve městě Rock Island ve státě Illinois jako druhá ze tří dcer herečky Marie Haverové (rodným jménem Carterová) a hudebníka Freda Christiana Stovenoura. Její rodiče se krátce po jejím narození rozvedli, a tak ji adoptoval nevlastní otec Bert Haver, po kterém nakonec přijala i jméno. Hned poté se rodina přestěhovala do Cincinnati v Ohiu, kde se už v šesti letech objevila v místním divadle.
V osmi letech také vyhrála místní dramatickou soutěž napodobováním slavných hereček, jako Grety Garbo či Katharine Hepburnové, matka si však nepřála, aby se už v útlém věku stala herečkou.
V roce 1936 se rodina přestěhovala zpátky do Rock Island, kde June začala zpívat v rádiu a později vystupovala i s orchestrem Teda Fia Rita za 75 dolarů týdně.
V létě roku 1942 se přestěhovala do Hollywoodu a po dokončení střední školy začala hrát v divadle. Během jednoho vystoupení si jí všiml hledač talentů od 20th Century Fox a roku 1943 se studiem podepsala týdenní smlouvu na 3 500 dolarů. Studiu se však zdála příliš mladá, ale nakonec ji obsadili do vedlejší role v muzikálu The Gang's All Here (1943).
V kariéře pokračovala filmy Home in Indiana (1944), Irish Eyes Are Smiling (1944) a Where Do We Go From Here? (1945), ve kterém si zahrála se svým budoucím manželem Fredem MacMurrayem. Během své kariéry u Fox byla často srovnávana s Betty Grableovou, a dokonce se o ní uvažovalo jako o její nástupkyni, rivalita mezi oběma herečkami však údajně nepanovala.
June nejraději natáčela optimistické komedie a muzikály, čehož se držela po celou svou hereckou kariéru. Nikdy se jí však nepodařilo natočit opravdový trhák, a poté co na scénu vstoupila Marilyn Monroe, se kterou také hrála ve spoustě filmů, už o ni přestal být větší zájem a studio včetně diváku se začalo soutředit hlavně na onu začínající hvězdu.
Do svého sňatku s hercem Fredem MacMurrayem v roce 1954 natočila celkem 15 filmů. Po svatbě s herectvím na dlouhou dobu přestala, a jejím posledním snímkem se stal životopisný film Fred MacMurray: The Guy Next Door (1996).
Se svým druhým manželem adoptovala dvě dcery (dvojčata) a zemřela 4. července 2005 ve věku 79 let, 14 let po svém manželovi.

## Filmografie (kompletní)
- 1943 The Gang's All Here (režie Busby Berkeley)
- 1944 Irish Eyes Are Smilling (režie Gregory Ratoff)
- 1944 Home in Indiana (režie Henry Hathaway)
- 1945 Where Do We Go trom Here? (režie Gregory Ratoff)
- 1945 The Dolly Sisters (režie Irving Cummings)
- 1946 Wake Up and Dream (režie Lloyd Bacon)
- 1946 Three Little Girls in Blue (režie John Brahm, H. Bruce Humberstone)
- 1947 I Wonder Who's Kissing Her Now (režie Lloyd Bacon)
- 1948 Scudda Hoo! Scudda Hay! (režie F. Hugh Herbert)
- 1949 Oh, You Beautiful Doll (režie John M. Stahl)
- 1949 Look for the Silver Lining (režie David Butler)
- 1950 The Gaughter of Rosie O'Grady (režie David Butler)
- 1950 I'll Get By (režie Richard Sale, Victor Mature)
- 1951 Love Nest (režie Joseph M. Newman)
- 1953 The Girl Next Door (režie Richard Sale)
- 1996 Fred MacMurray: The Guy Next Door (režie Gene Feldman, Suzette Winter)